# Liste der Einträge im National Register of Historic Places im LaSalle County

Lage des LaSalle County in Illinois

Die Liste der Einträge im National Register of Historic Places im LaSalle County in Illinois führt alle Bauwerke und historischen Stätten im LaSalle County auf, die in das National Register of Historic Places aufgenommen wurden.

## Legende
| NRHP | Historic Place             |
| HD   | Historic District          |
| NHL  | National Historic Landmark |

## Aktuelle Einträge
| [ 2 ] | Name                                            | Bild                                            | Eintragsdatum        | Lage | Ort                | Beschreibung             |
| ----- | ----------------------------------------------- | ----------------------------------------------- | -------------------- | --- | ------------------ | ------------------------ |
| 1     | Armour’s Warehouse                              | Armour’s Warehouse                              | 1997 ID-Nr. 97001333 | William Street Ecke Bridge Street 41° 19′ 28″ N, 88° 36′ 39″ W                                                         | Seneca             |                          |
| 2     | Chicago, Rock Island and Pacific Railroad Depot | Chicago, Rock Island and Pacific Railroad Depot | 1995 ID-Nr. 95001239 | 150 Washington Street 41° 19′ 44″ N, 88° 42′ 20,9″ W                                                                   | Marseilles         |                          |
| 3     | Corbin Farm Site                                | Corbin Farm Site                                | 1998 ID-Nr. 98000654 | Long Point, zwischen IL 71 und dem Illinois River 41° 18′ 37″ N, 88° 56′ 21″ W                                         | North Utica        |                          |
| 4     | Fisher-Nash-Griggs House                        | Fisher-Nash-Griggs House                        | 1998 ID-Nr. 98001353 | 1333 Ottawa Avenue 41° 20′ 32″ N, 88° 48′ 39″ W                                                                        | Ottawa             |                          |
| 5     | Ruffin Drew Fletcher House                      | Ruffin Drew Fletcher House                      | 1991 ID-Nr. 91001000 | 609 East Broadway 41° 7′ 35″ N, 88° 49′ 40″ W                                                                          | Streator           |                          |
| 6     | Julius W. Hegeler I House                       | Julius W. Hegeler I House                       | 2009 ID-Nr. 09000028 | 1306 7th Street 41° 20′ 7,4″ N, 89° 5′ 17,2″ W                                                                         | La Salle           |                          |
| 7     | Hegeler-Carus Mansion                           | Hegeler-Carus Mansion                           | 1995 ID-Nr. 95000989 | 1307 7th Street 41° 20′ 9″ N, 89° 5′ 13″ W                                                                             | La Salle           |                          |
| 8     | John Hossack House                              | John Hossack House                              | 1972 ID-Nr. 72000462 | 210 West Prospect Street 41° 20′ 24″ N, 88° 50′ 28″ W                                                                  | Ottawa             |                          |
| 9     | Hotel Kaskaskia                                 | Hotel Kaskaskia                                 | 1988 ID-Nr. 88002229 | 217 Marquette Street; erweitert um 629 2nd Street 41° 19′ 45,8″ N, 89° 5′ 44,9″ W                                      | La Salle           | Erweiterung im Jahr 2007 |
| 10    | Hotel Plaza Site                                | Hotel Plaza Site                                | 1998 ID-Nr. 98000656 | Innerhalb des Starved Rock State Park 41° 19′ 11″ N, 88° 59′ 34″ W                                                     | Deer Park Township |                          |
| 11    | Knuessl Building                                | Knuessl Building                                | 1992 ID-Nr. 92000486 | 215-217 West Main Street 41° 20′ 45,6″ N, 88° 50′ 34,8″ W                                                              | Ottawa             |                          |
| 12    | LaSalle City Building                           | LaSalle City Building                           | 1985 ID-Nr. 85001909 | 745 2nd Street 41° 19′ 45,8″ N, 89° 5′ 40,9″ W                                                                         | La Salle           |                          |
| 13    | Little Beaver Site                              |                                                 | 1998 ID-Nr. 98000655 | Innerhalb des Starved Rock State Park, westlich der IL 178 41° 19′ 10″ N, 89° 1′ 16″ W                                 | Deer Park Township |                          |
| 14    | Marseilles Hydro Plant                          | Marseilles Hydro Plant                          | 1989 ID-Nr. 89000343 | Commercial Street 41° 19′ 37″ N, 88° 42′ 55″ W                                                                         | Marseilles         |                          |
| 15    | Marseilles Lock and Dam Historic District       | Marseilles Lock and Dam Historic District       | 2004 ID-Nr. 04000165 | 1 Hawk Drive 41° 19′ 43″ N, 88° 45′ 10,4″ W                                                                            | Marseilles         |                          |
| 16    | Andrew J. O'Conor III House                     | Andrew J. O'Conor III House                     | 1993 ID-Nr. 93000324 | 637 Chapel Street 41° 20′ 55″ N, 88° 49′ 45,1″ W                                                                       | Ottawa             |                          |
| 17    | Old Kaskaskia Village                           | Old Kaskaskia Village                           | 1966 ID-Nr. 66000324 | Dee Bennett Road am Nordufer des Illinois River 41° 19′ 19″ N, 88° 57′ 36″ W                                           | Ottawa             |                          |
| 18    | Ottawa Commercial Historic District             | Ottawa Commercial Historic District             | 2011 ID-Nr. 11000850 | 600-1129 Columbus Street sowie 601-1215 LaSalle St. 41° 21′ 2,9″ N, 88° 50′ 30,8″ W                                    | Ottawa             |                          |
| 19    | Ransom Water Tower                              | Ransom Water Tower                              | 1990 ID-Nr. 90001723 | Plumb Street zwischen Cartier Street und Columbus Street 41° 9′ 24,1″ N, 88° 38′ 57,1″ W                               | Ransom             |                          |
| 20    | Shaky Shelter Site                              | Shaky Shelter Site                              | 1998 ID-Nr. 98000657 | In einer Schlucht südlich der Illinois 71 innerhalb des Starved Rock State Park 41° 18′ 22″ N, 88° 56′ 41″ W           | Deer Park Township |                          |
| 21    | Spring Valley House-Sulfur Springs Hotel        | Spring Valley House-Sulfur Springs Hotel        | 1987 ID-Nr. 87002055 | Dee Bennett Road 41° 19′ 23,2″ N, 88° 57′ 47,2″ W                                                                      | North Utica        |                          |
| 22    | Starved Rock                                    | Starved Rock                                    | 1966 ID-Nr. 66000325 | Starved Rock State Park 41° 19′ 14,2″ N, 88° 59′ 26,2″ W                                                               | Deer Park Township |                          |
| 23    | Starved Rock Lock and Dam Historic District     | Starved Rock Lock and Dam Historic District     | 2004 ID-Nr. 04000166 | Dee Bennett Road 41° 19′ 25,5″ N, 88° 58′ 35,7″ W                                                                      | North Utica        |                          |
| 24    | Starved Rock Lodge and Cabins                   | Starved Rock Lodge and Cabins                   | 1985 ID-Nr. 85002702 | Starved Rock State Park 41° 19′ 7″ N, 88° 59′ 35,2″ W                                                                  | Deer Park Township |                          |
| 25    | Jeremiah Strawn House                           | Jeremiah Strawn House                           | 1995 ID-Nr. 94001601 | 532 Congress Street 41° 20′ 48,8″ N, 88° 49′ 59,9″ W                                                                   | Ottawa             |                          |
| 26    | Streator Public Library                         | Streator Public Library                         | 1996 ID-Nr. 96000512 | 130 South Park Street 41° 7′ 9,8″ N, 88° 50′ 3,8″ W                                                                    | Streator           |                          |
| 27    | Washington Park Historic District               | Washington Park Historic District               | 1973 ID-Nr. 73000710 | Abgegrenzt durch Jackson Street, LaSalle Street, Lafayette Street und Columbus Street 41° 20′ 57,1″ N, 88° 50′ 30,1″ W | Ottawa             |                          |
| 28    | Westclox Manufacturing Plant Historic District  | Westclox Manufacturing Plant Historic District  | 2007 ID-Nr. 07000475 | 300-315 5th Street 41° 19′ 44,8″ N, 89° 6′ 34,9″ W                                                                     | Peru               |                          |
| 29    | Silas Williams House                            | Silas Williams House                            | 1976 ID-Nr. 76002146 | 702 East Broadway 41° 7′ 28,9″ N, 88° 49′ 32,2″ W                                                                      | Streator           |                          |